# U-18-Faustball-Europameisterschaft der Frauen 2006
Die 6. Faustball-Europameisterschaft für weibliche U18-Mannschaften fand am 15. und. 16. Juli 2006 in Grieskirchen (Österreich) zeitgleich mit der Europameisterschaft 2006 für männliche U18-Mannschaften statt. Österreich war zum zweiten Mal Ausrichter der Faustball-Europameisterschaft der männlichen U18-Mannschaften.

## Vorrunde
Spielergebnisse
| 15.07.2006 | Schweiz    | – | Deutschland | 0:3 | (5:11, 11:13, 6:11)            |
| 15.07.2006 | Österreich | – | Schweiz     | 3:0 | (11:8, 11:9, 11:7)             |
| 15.07.2006 | Österreich | – | Deutschland | 3:2 | (7:11, 8:11, 11:9, 11:9, 11:8) |

## Halbfinale
Der Sieger der Vorrunde war direkt für das Finale qualifiziert, der Zweite und der Dritte spielten im Halbfinale um den Finaleinzug.
| 15.07.2007 | Deutschland | - | Schweiz | 3:0 | (11:5, 11:9, 11:6) |

## Finale
| 15.07.2007 | Österreich | - | Deutschland | 4:3 | (11:5, 9:11, 11:13, 10:12, 11:5, 11:9, 11:9) |

## Platzierungen
| Rang | Land        |
| ---- | ----------- |
| 1.   | Österreich  |
| 2.   | Deutschland |
| 3.   | Schweiz     |